# 陳彙中
陳彙中（Chen Hui-chung，1989年5月13日—），遊戲代號MiSTakE，台灣男性前《英雄聯盟》電子競技選手，英雄聯盟S2世界大賽冠軍，入隊時原是負責AD Carry位（搭檔為Colalin）、之後Toyz和Bebe的加入轉而負責輔助位置。曾任TPA/TPS隊長，退役後轉型為遊戲實況主。2016年1月與王繼德共同創立魔競娛樂，現為魔競娛樂董事長兼執行長。

## 早年經曆
1989年5月13日，陳彚中在臺灣出生。
陳彙中的父親熱愛打電動，因此陳彙中從小的興趣就是跟父親一起打電動，紅白機、N64、PS都玩過。
陳彙中在小學時上資優班，而且學習成績很好，每次都是全班第一。
陳彙中小學四年級時，他的叔叔透過自學幫他組了一台電腦，自此陳彙中開始接觸線上遊戲，玩的第一個線上遊戲是《天堂》。
陳彙中在國中、高中以後發現自己不是那麼愛念書，於是他開始組社團、練吉他、玩電腦，學習成績也不好。
在高中時，陳彙中開始玩《魔獸爭霸3》。
高三時，陳彙中重拾書本，之後在18歲時考上國立台北教育大學，但是只念了一個月就休學了。休學後，陳彙中做餐飲服務、企劃工作，並玩《魔獸世界》。此後，陳彙中拿了2次臺灣區冠軍，並以臺灣區冠軍的頭銜赴美國參加半職業賽事。
陳彙中在美國參加比賽時發現臺灣選手的環境不如國外，於是他以職業選手為目標全力投入。
後來，陳彙中發現《魔獸世界》的前景並不是太好，《魔獸世界》與《跑跑卡丁車》和《特種部隊Online》等遊戲相比可看性偏低，臺灣《魔獸世界》選手的競爭性不足，於是放棄《魔獸世界》，後轉玩《英雄聯盟》。
之後，陳彙中與Lilballz、Colalin、NeXAbc、Stanley以及A8000組建了For The Win，並擔任For The Win的隊長、領隊、教練。
For The Win成立不久，就獲得WCG的參賽資格。雖然在比賽初期就被淘汰，但For The Win的潛力被Garena相中，於是Garena為For The Win提供資源與經費，並將其改名為臺北暗殺星。

## 經歷
- 2012/10/13 Season 2 World Champion (冠軍隊伍)
- 2012/9/1/2012 Season 2 Taiwan Team (台港澳代表隊)
- 2012/7/15/2012 IPL 5 Taiwan Team (台灣代表隊)
- 2012/6/17/2012 StarsWar 7 Champion (冠軍)
- 2012/5/29/2012 Go4LoL Pro Asia Champion (冠軍)
- 2012/5/5/2012 GPL Ceremony Champions (冠軍)
- 2012/4/30/2012 NGF Second Place (亞軍)
- 2011/12/8/2011 WCG Taiwan Team (台灣代表隊)
- 2011/10/16/2011 G1 Champion Team (冠軍隊伍)

## 職業
陳彙中曾於Ahq e-Sports Club、Machi E-Sports擔任戰隊顧問。
2015年12月18日，陳彙中與王繼德宣布共同創立魔競娛樂，跨足實況主經紀及數位影音節目製作，陳彙中為執行長，王繼德為共同創辦人暨數位影音節目製作部門負責人，並有天使投資人挹注資金。2016年1月28日，魔競娛樂成立。

## 軼事
2020年5月，男性實況主「超負荷」張家盛在Twitch開實況，由於前一陣子張家盛在實況中爆料女性實況主「阿法」林芳宇所屬的魔競娛樂的內幕，觀眾留言指稱魔競娛樂對實況主「都抽成很多」；張家盛加碼指控，陳彙中宣稱自己重返Twitch開實況是為了達到「累積2000訂閱」的社群目標而非牟利，但將近新臺幣192萬元的收益怎麼可能不收進陳彙中的口袋裡。陳彙中回應，「192萬，我一毛都不拿，全部拿去做社群活動」。

## 來源
1. ↑  . ETtoday新聞雲. 2012-10-15  [2021-08-12]. （原始内容存档于2021-08-12） （中文（臺灣））.
2. 1 2 3 4 5 6 7 8  動誌編輯中心. . 動誌. 2022年11月16日 （中文（臺灣））.
3. 1 2 3 4  . 新唐人电视台. 2013年2月9日 （中文（简体））.
4. ↑  周之鼎. . ETtoday新聞雲. 2015-12-18  [2021-08-12]. （原始内容存档于2022-05-07） （中文（臺灣））.
5. ↑  kuangkuang. . 台灣達人秀. 2020-05-26  [2023-01-21].

## 外部連結
- 陳彙中的Facebook專頁
- 陳彙中的Twitch频道
- YouTube上的陳彙中頻道